# Pielnia
Pielnia est une localité polonaise de la gmina de Zarszyn, située dans le powiat de Sanok en voïvodie des Basses-Carpates.